# Martha W. Longenecker
Martha Longenecker (18 de maio de 1920 – 29 de outubro de 2013) foi uma artista estadunidense, professora de arte e fundadora do Museu Internacional Mingei em San Diego, Califórnia .

## Vida pregressa
Em 18 de maio de 1920, Longenecker nasceu em Oklahoma City, Oklahoma. Com 9 meses de idade, Longenecker chegou à Califórnia de trem. Cresceu em Monterey Park e Pasadena, ambos na Califórnia.

## Educação
Longenecker obteve o título de Bacharel em Artes e especialização em Inglês pela Universidade da Califórnia em Los Angeles . Estudou pintura com Millard Sheets, obteve uma credencial em educação artística e um mestrado em belas artes pela Claremont Graduate School .
Longenecker fez sua primeira visita ao Japão em 1952. Lá, ela expandiu seu conhecimento do movimento de artes e ofícios japonês chamado "mingei" . Realizou pesquisas de pós-graduação no Japão, onde estudou com Shoji Hamada (1894–1978) e Tatsuzo Shimaoka (1919–2007).
Em 2007, a artista recebeu o título de Doutor Honorário em Belas Artes pela Universidade Estadual de San Diego .

## Carreira
Longenecker criou suas artes em cerâmica em seu próprio estúdio de cerâmica em Claremont, Califórnia . De 1944 a 1964, expôs suas artes cerâmicas nas Galerias Dalzell Hatfield.
Em 1955, a artista desenvolveu um programa de cerâmica na Universidade Estadual de San Diego. Por 35 anos, Longenecker foi professora de arte na Universidade Estadual de San Diego, onde lecionou história da cerâmica e do design.
Em 1974, com o apoio financeiro do marido, ela incorporou o Mingei como uma organização sem fins lucrativos. A artista supervisionou o desenvolvimento do primeiro museu Mingei, inaugurado em maio de 1978 no University Town Centre, em San Diego . Naquele mesmo ano, tornou-se diretor do museu.
Longenecker também supervisionou o projeto arquitetônico e o desenvolvimento do Museu Internacional Mingei em uma nova instalação localizada na Plaza Dr Panama, no Balboa Park, em San Diego, inaugurada em agosto de 1996. É uma instalação de 12.500 metros quadrados.
Até 2005, Longenecker tinha publicado 33 livros.
Em outubro do mesmo ano, aposentou-se como diretora do Museu Internacional Mingei .
Em outubro de 2013, oito anos depois, criou a Mingei Legacy Resources Foundation.

## Prêmios e reconhecimentos
- Medalha de Serviços Distintos de 1998. Dado pela Universidade Estadual de San Diego .[2]
- Ordem do Sol Nascente de 2003, Raios Dourados com Roseta. Dado pelo Imperador do Japão.[5]
- 2005 Membro Honorário do American Craft Council.[8]
- 2011 Introduzida no Hall da Fama Feminino de San Diego.

## Vida pessoal
O primeiro marido da artista foi John Longenecker. O segundo marido foi Sydney Martin Roth. Ela teve dois filhos, e viveu na comunidade de La Jolla, em San Diego.
Após um derrame, em 29 de outubro de 2013, Longenecker morreu no Scripps Memorial Hospital em La Jolla, San Diego, Califórnia, aos 93 anos.

### Legado
- 1998 Martha W. Longenecker Diretora Presidente Fundo de Doações.[2]